# Ofensiva turca en el norte de Siria (2024-actualidad)
La ofensiva turca en el norte de Siria se refiere a una serie de operaciones militares lanzadas por Turquía y el Ejército Nacional Sirio (ENS) respaldado por Turquía contra las Fuerzas Democráticas Sirias (FDS) lideradas por los kurdos en medio de la caída del régimen de Assad. La ofensiva, que comenzará el 30 de noviembre de 2024 con la Operación Amanecer de la Libertad, tiene como objetivo expandir el territorio controlado por Turquía, debilitar a las FDS, impedir la autonomía kurda en la Siria posterior a Asad y alinearse con las iniciativas turcas para establecer una zona de amortiguación de 30 kilómetros de profundidad en el norte del país.    Las principales batallas incluyen la ofensiva de Manbij de 2024 y los enfrentamientos de Kobani de 2024, con combates que continuarán hasta 2025.

## Fondo
La ofensiva turca se inscribe en el contexto más amplio del conflicto turco-kurdo . El presidente turco , Recep Tayyip Erdoğan, ha sostenido durante mucho tiempo que los combatientes kurdos de las FDS son una extensión del Partido de los Trabajadores del Kurdistán (PKK), al que Turquía designa como grupo terrorista.  Las FDS son la fuerza militar oficial de la Administración Autónoma Democrática del Norte y el Este de Siria (AANES), una región autónoma de facto del noreste de Siria. En consecuencia, Erdogan ha buscado debilitar o destruir las FDS y AANES, y ha forjado estrechas relaciones con sectores de la oposición siria en su lucha contra las FDS.  Desde 2016, Turquía y el ENS, la fuerza subsidiaria de Turquía en Siria, han lanzado numerosas operaciones transfronterizas contra las FDS,   han ocupado partes del norte de Siria y han creado una zona de amortiguación a lo largo de la frontera turco-siria.   Las FDS han sido aliadas, armadas y apoyadas aéreamente por Estados Unidos .  
En los meses previos a las ofensivas de la oposición siria de 2024 que llevaron a la caída del régimen de Assad en Siria, Turquía buscó una reconciliación con Assad para mitigar la amenaza a Turquía de las milicias kurdas y discutir el reasentamiento de los refugiados sirios. El régimen de Asad insistió en la retirada completa de las fuerzas turcas de Siria, una demanda que fue repetida por Rusia en noviembre de 2024. El 27 de noviembre de 2024, las fuerzas de oposición sirias lanzaron una ofensiva contra el régimen sirio, una maniobra que, según los analistas, habría sido imposible sin la luz verde de Turquía. 
El rápido avance de los rebeldes sirios contra el régimen sirio allanó el camino para una renovada ofensiva turca contra las fuerzas kurdas. En medio del colapso de las fuerzas pro gubernamentales en Alepo, las FDS tomaron el control de varias ciudades anteriormente controladas por el régimen sirio.  El 30 de noviembre de 2024, el ENS inició la Operación Amanecer de la Libertad para interrumpir las líneas de suministro de las FDS y establecer un corredor que conectara al-Bab , ocupada por Turquía, con Tel Rifaat, lo que marcó el comienzo de la ofensiva turca. 

### Los objetivos de Turquía
Turquía pretende garantizar su seguridad nacional ampliando el territorio controlado por Turquía en el norte de Siria, debilitando a las FDS e impidiendo la autonomía kurda en la Siria posterior a Asad.  Los funcionarios turcos han pedido la eliminación del YPG kurdo, el principal componente de las FDS, y rechazan cualquier política que le permita mantener una presencia en Siria.  Los analistas militares creen que las ofensivas de Turquía son parte de las iniciativas turcas para establecer una zona de amortiguación de 30 kilómetros de profundidad en territorio sirio controlado por las FDS.  Erdogan también ha amenazado con una intervención militar para evitar cualquier división de Siria, una amenaza dirigida a la región autónoma liderada por los kurdos en medio de llamados al desarme y disolución de las FDS.   Algunos analistas creen que Turquía y sus aliados intentarán destruir la región autónoma liderada por los kurdos si las tropas estadounidenses se retiran de Siria. 

## Ofensiva
Tras la retirada de las fuerzas pro gubernamentales del norte de Alepo el 30 de noviembre de 2024, las fuerzas de las FDS y del ENS avanzaron hacia ciudades que anteriormente estaban bajo control gubernamental.   Ese mismo día, el ENS anunció el inicio de la Operación Amanecer de la Libertad     con el objetivo de cortar las líneas de suministro de las FDS y establecer un corredor que conecte al-Bab, que ha estado bajo ocupación turca desde 2017, con la ciudad de Tell Rifaat controlada por las FDS.   La operación del ENS tuvo como blanco zonas bajo el control de las FDS y otras fuerzas kurdas en el norte de Alepo. 
El 1 de diciembre de 2024, el Observatorio Sirio de Derechos Humanos (SOHR) informó que el ENS capturó Tel Rifaat y varias aldeas circundantes de manos de las fuerzas kurdas.  Las ciudades restantes controladas por las FDS en la zona rural del norte de Alepo fueron sitiadas y aisladas por las fuerzas apoyadas por Turquía.  Decenas de miles (más de 200.000 según SOHR) de kurdos sirios fueron asediados, la mayoría de los cuales ya habían sido desplazados por la invasión y ocupación de Afrín y el norte de Alepo por parte del ENS en 2018.   Al día siguiente, las fuerzas kurdas se retiraron de Al-Shahbaa y otras partes de Alepo.  Las FDS afirmaron que 120.000 personas fueron desplazadas de las zonas del norte de Alepo capturadas por las fuerzas respaldadas por Turquía.  SOHR afirmó que los ataques aéreos turcos apoyaron la ofensiva del ENS, apuntando a posiciones de las FDS en Alepo y Al-Hasakah.  

### Ofensiva de Manbij
El 6 de diciembre de 2024, el ENS lanzó una ofensiva contra la ciudad de Manbij, controlada por las FDS.  Como última zona controlada por las FDS al oeste del Éufrates, Manbij representaba un punto estratégico crucial para el objetivo de Turquía de empujar a las FDS hacia el este, más allá del río, para permitir que el ENS avanzara hacia Kobani.  Según el SOHR y el grupo de expertos pro-FDS Fundación para la Defensa de las Democracias (FDD), Turquía llevó a cabo ataques con drones contra posiciones de las FDS en Manbij.  El 9 de diciembre de 2024, según informó el SOHR, las FDS se retiraron de la mayor parte de Manbij después de intensos combates con el ENS y ataques aéreos turcos en el puente Qarqozaq. 
Durante y después de la ofensiva, fuentes del SOHR y AANES dijeron que facciones apoyadas por Turquía participaron en saqueos generalizados de propiedades civiles y ataques contra civiles kurdos en Manbij.    Se informó que tres civiles murieron en los ataques y el ENS ejecutó a varios combatientes heridos.    Nueve centros de salud fueron vandalizados y se informó del robo de tres ambulancias de la Media Luna Roja Kurda.  
El 11 de diciembre de 2024, las FDS anunciaron que habían alcanzado un acuerdo de alto el fuego negociado por Estados Unidos con las fuerzas respaldadas por Turquía en Manbij, en el que se retirarían de la ciudad. La ofensiva de Manbij mató a 218 combatientes de las FDS y apoyados por Turquía.  

### Ataques turcos a la presa de Tishreen y Kobane
Tras la exitosa captura de Manbij, las fuerzas del ENS avanzaron al este de Manbij y lanzaron ataques contra infraestructura crítica dentro del territorio de las FDS.  El 10 de diciembre de 2024, drones turcos atacaron la presa Tishreen, destruyendo los generadores eléctricos de la presa, dejándola fuera de servicio y causando cortes de energía generalizados en las ciudades abastecidas por la presa.   Desde entonces, aproximadamente 413.000 habitantes de Manbij y Kobani se han quedado sin agua y electricidad. 
Turquía y el ENS intensificaron los ataques contra la zona rural de Kobane durante los días siguientes. SOHR afirmó que al menos 23 civiles, incluidos 8 niños, murieron en los bombardeos turcos y del ENS en la zona rural de Kobane antes del alto el fuego negociado por Estados Unidos.  
El 13 de diciembre de 2025, los medios de comunicación estatales turcos informaron que las fuerzas del ENS habían liberado la presa de Tishreen de las fuerzas de las FDS.  Los medios de comunicación pro-ENS compartieron un vídeo que pretende mostrar la presa bajo control del ENS. El video fue geolocalizado por los observadores de France 24, quienes verificaron que el video mostraba a los rebeldes del ENS en la presa, pero solo en el lado oeste, y por lo tanto no proporcionaba pruebas de que toda la presa estuviera bajo control del ENS. 
El 14 de diciembre de 2024, fuentes kurdas informaron que el alto el fuego negociado por Estados Unidos entre las FDS y las fuerzas turcas fracasó después de que Turquía exigiera que se le entregara un kilómetro de tierra en la aldea de Ashmi para construir una base militar.  Tras el colapso del alto el fuego, Turquía y las facciones apoyadas por Turquía movilizaron sus fuerzas alrededor del puente de Qarqozak y las fronteras de Kobane.   El 17 de diciembre, las negociaciones de tregua condujeron a una prórroga del alto el fuego por una semana más.  Al día siguiente, el Observatorio Sirio de Derechos Humanos (SOHR) informó que Turquía y el ENS habían lanzado ataques contra la presa de Tishreen y zonas residenciales en las cercanías de la presa,  y las FDS acusaron a Turquía y al ENS de violar el alto el fuego.  Las FDS repelieron los ataques del ENS en la presa de Tishreen, matando al menos a 21 combatientes del ENS en los enfrentamientos.  
El SOHR documentó 179 muertes entre el 12 y el 31 de diciembre en enfrentamientos entre el ENS, las FDS y Turquía, incluidos 25 civiles, 114 milicianos respaldados por Turquía y 40 miembros de las FDS y fuerzas afiliadas. 
En enero y febrero de 2025, Turquía y las facciones apoyadas por Turquía continuaron bombardeando las inmediaciones de la presa de Tishreen y la zona de Kobani.     El 29 de enero de 2025, según el SOHR y fuentes kurdas, los ataques aéreos turcos con gas sarín en la zona rural de Kobani alcanzaron un mercado público, matando a 13 civiles, incluidos 4 niños, e hiriendo a otros 20.    Según el SOHR, un total de 392 personas fueron asesinadas en la zona rural del este de Alepo en el mes de enero, incluidos 300 milicianos turcos, 40 combatientes de las FDS y 52 civiles.  Fuentes kurdas informaron que el 2 de febrero de 2025, un ataque con aviones no tripulados turcos contra la única estación de agua de Kobani dejó a 200.000 habitantes de Kobani y de la zona rural de Kobani sin acceso a agua potable.  

#### Protestas en la presa de Tishreen
Desde el 8 de enero de 2025, los residentes de la región AANES controlada por las FDS han organizado sentadas de protesta en la presa de Tishreen contra la ocupación y los bombardeos turcos.  Tras el anuncio de la primera protesta, un ataque turco tuvo como objetivo un convoy de manifestantes que se dirigía a la presa de Tishreen, matando e hiriendo a 20 civiles.  Turquía ha seguido atacando convoyes de protesta en un aparente intento de impedir las protestas.  Sin embargo, las protestas continuaron y Turquía y el ENS continuaron atacando la presa, matando e hiriendo a más de 200 manifestantes.   Los ataques han sido condenados por Human Rights Watch (HRW) como aparentes crímenes de guerra.  Ocho periodistas resultaron heridos en ataques con aviones no tripulados mientras cubrían las protestas y tres paramédicos murieron mientras evacuaban a manifestantes heridos en ambulancias.  

## Damnificados
Desde el inicio de la Operación Amanecer de la Libertad el 30 de noviembre de 2024, más de 680 combatientes y 120 civiles han muerto en bombardeos turcos y enfrentamientos entre el ENS y las FDS.

### Bajas de combatientes
Según datos del SOHR, 217 miembros de las FDS y fuerzas afiliadas han muerto desde el inicio de la ofensiva turca. El SOHR documentó 158 muertes de las FDS en diciembre de 2024, incluidas 115 muertes solo durante la ofensiva de Manbij.       El Centro de Información de Rojava (CIR) estima una cifra mayor, informando 180 muertes de las FDS en diciembre de 2024,  lo que elevaría el recuento total de muertos a 239. El SOHR documentó 40 muertes de las FDS en enero de 2025  y 19 muertes en febrero de 2025 hasta el momento.     
El SOHR ha documentado más de 470 muertes entre milicianos respaldados por Turquía desde el 30 de noviembre de 2024. Esto incluye entre 159 y 165 muertes en diciembre de 2024,     306 muertes en enero de 2025, incluidas las muertes de 6 soldados turcos,  y 12 muertes hasta ahora en febrero de 2025.     

### Víctimas civiles
Más de 130 civiles han muerto desde el inicio de la ofensiva turca, incluidos 3 periodistas   y 7 trabajadores sanitarios.   El SOHR documentó 66 muertes de civiles en diciembre de 2024, incluidos 35 civiles muertos durante la ofensiva de Manbij   y 31 civiles muertos en enfrentamientos y ataques con drones el resto del mes.    Las estimaciones del CIR difieren ligeramente: se informa de 37 muertes de civiles durante la ofensiva de Manbij  y un total de 69 muertes de civiles en diciembre de 2024.  En enero de 2025, el SOHR registró 52 civiles muertos en ataques aéreos turcos y ataques del ENS.  Los ataques turcos contra convoyes de protesta y manifestantes en la presa de Tishreen causaron 24 de estas muertes y más de 220 heridos entre los civiles.  Hasta el momento, en febrero de 2025 han muerto catorce civiles. 

## Crímenes de guerra y violaciones de los derechos humanos

### Territorios ocupados por Turquía

#### Shehba y Afrin
Tras la captura de territorios controlados por las FDS, el ENS habría confiscado las casas y propiedades de civiles kurdos en Shehba y Afrin. Los civiles en Shehba sufrieron robos y extorsiones por parte de las fuerzas del ENS. La agencia de noticias local North Press informó que la Policía Militar del ENS estaba llevando a cabo arrestos para pedir rescate en Tel Rifaat, ocupado por el ENS, y que al menos 22 civiles en Shehba fueron arrestados. Una mujer kurda discapacitada fue asesinada por el ENS dentro de su casa. También se vio a combatientes del ENS atacando a cautivos en Tel Rifaat. Los combatientes del ENS también bloquearon la evacuación de 50 autobuses de civiles desplazados en Shehba.  

#### Manbij
Tras la retirada de las fuerzas de las FDS de Manbij, facciones apoyadas por Turquía habrían participado en saqueos generalizados de propiedades civiles y ataques selectivos contra civiles kurdos.    Decenas de combatientes heridos fueron ejecutados extrajudicialmente por fuerzas apoyadas por Turquía y tres civiles fueron asesinados.    Según informes, las fuerzas del ENS secuestraron a tres miembros de la Asociación de Mujeres de Zenobia, una organización que defiende los derechos de las mujeres en las regiones de mayoría árabe de la AANES.  Los centros de salud también fueron atacados: nueve centros de salud fueron saqueados y vandalizados, incluidos tres centros de la Media Luna Roja Kurda y seis centros médicos apoyados por organizaciones humanitarias internacionales.   Los combatientes del ENS asaltaron y destrozaron el hospital central de Manbij, y robaron cuatro ambulancias de la Media Luna Roja kurda.  

#### Frontera entre Turquía y Siria
Dos civiles fueron golpeados por guardias fronterizos turcos cuando intentaban cruzar a territorio sirio desde la zona rural de Kobane. Un civil murió debido a la paliza. En otro incidente, guardias fronterizos turcos habrían golpeado a un grupo de 12 civiles que intentaban cruzar a Turquía, incluida una mujer embarazada que sufrió varias heridas, matando al feto.   

### Ataques contra infraestructuras críticas, educación, atención médica, periodistas y manifestantes
Se ha acusado a Turquía de atacar sistemáticamente infraestructuras críticas en la región AANES .  La presa de Tishreen ha estado inoperativa desde el 10 de diciembre de 2024 debido a los ataques con drones turcos, dejando a 413.000 residentes de Manbij y la zona rural de Kobani sin agua potable ni electCIRidad.  El 2 de febrero de 2025, Turquía bombardeó la única estación de agua de Kobane, dejando a otros 200.000 residentes sin acceso a agua potable.  La mayoría de la región autónoma liderada por los kurdos se ha visto privada de agua potable y electricidad durante la ofensiva turca.  
La educación se ha detenido en muchas partes de la región AANES debido a los continuos ataques de Turquía y las fuerzas respaldadas por Turquía.  Al menos cuatro escuelas han sido atacadas por aviones no tripulados turcos y bombardeos de artillería del ENS.   
Las autoridades kurdas han acusado a Turquía de "atacar sistemáticamente" a ambulancias y trabajadores sanitarios durante las manifestaciones en la presa de Tishreen.  Tres paramédicos muertos y cuatro ambulancias destruidas por ataques de Turquía y el ENS en las protestas contra la presa de Tishreen.  HRW pidió una investigación sobre crímenes de guerra después de un ataque turco contra una ambulancia de la Media Luna Roja kurda que transportaba a un civil herido en un ataque anterior con aviones no tripulados a la presa.  También se documentaron ataques a la atención sanitaria tras la ofensiva de Manbij. Según se informa, el ENS destrozó y saqueó nueve centros de salud en Manbij y atacó una ambulancia, matando a cuatro miembros del personal sanitario e hiriendo a un paciente. 
Tres periodistas han muerto y ocho han resultado heridos desde el inicio de la ofensiva turca.    El 19 de diciembre de 2024, un dron turco atacó un coche con la inscripción "Press" y mató a dos periodistas kurdos que regresaban de Kobani tras cubrir el bombardeo de la presa de Tishreen.   Un tercer periodista murió y otros ocho resultaron heridos en ataques aéreos y con drones mientras cubrían los acontecimientos en la presa de Tishreen.   Los periodistas en los territorios ocupados por Turquía que intentan denunciar los crímenes del ENS y de Turquía han sido acosados, encarcelados y ejecutados por su trabajo.  Human Rights Watch ha documentado una creciente captura estatal de los medios de comunicación en los territorios ocupados por Turquía y el encarcelamiento y procesamiento de periodistas kurdos. 
Los ataques turcos y del ENS contra las protestas contra la presa de Tishreen han matado a 24 civiles y herido a más de 220.  Los vídeos verificados por HRW muestran ataques contra manifestantes en los que no se pudieron identificar objetivos militares ni armas visibles.  Imágenes de drones publicadas por un canal afiliado a ENS muestran municiones lanzadas desde el aire explotando sobre una multitud de manifestantes bailando con el subtítulo "El dron armado envía felicitaciones y bendiciones a las celebraciones de las FDS en la presa de Tishreen". 

## Impacto humanitario
En febrero de 2025, el Centro de Información de Rojava (CIR), afiliado a AANES, informó que hasta 4 millones de residentes de la región de AANES enfrentaban crisis complejas, que incluían desplazamientos internos masivos, ataques aéreos turcos dirigidos a infraestructura crítica, cortes de energía y escasez de agua.  El CIR afirmó que los ataques con aviones no tripulados turcos contra centrales eléctricas y redes de suministro de agua habían dejado a la mayoría de la región sin acceso a agua potable y electricidad.  El CIR afirmó que aproximadamente 413.000 residentes de Manbij y Kobani se han visto privados de agua y electricidad desde el 10 de diciembre de 2024 debido a los ataques con aviones no tripulados turcos en la presa de Tishreen.  El 2 de febrero de 2025, Turquía bombardeó la única estación de agua de Kobane, dejando a otros 200.000 residentes sin acceso a agua potable, según fuentes kurdas.  
Según CIR, más de 100.000 personas fueron desplazadas debido al asalto del ENS a Shehba y Tel Rifaat. Los civiles que huían de la violencia recurrieron a dormir a la intemperie o en tiendas de campaña en condiciones climáticas gélidas: un bebé de cuatro meses murió debido a las bajas temperaturas después de días en la carretera. Las minorías yazidíes sufrieron violentos ataques cuando huyeron de Tel Rifaat; se informó de que al menos dos personas murieron.  
Según CIR, escribiendo a principios de febrero, es probable que la congelación de la ayuda exterior estadounidense agrave la crisis humanitaria, ya que 30 de los 36 coordinadores de ONG en la región AANES dependen parcial o totalmente de la financiación estadounidense. Más de 300.000 desplazados internos en "sitios de último recurso" corren un riesgo inmediato tras la congelación, y los funcionarios temen que ésta plantee graves problemas de seguridad y riesgos humanitarios en 42 campamentos que albergan a más de 40.000 mujeres y niños vinculados al ISIS. Una ONG ya ha despedido a 635 empleados debido a la congelación. 